# Волзький міський округ (Марій Ел)
Во́лзький міський округ (рос. Волжский городской округ) — адміністративна одиниця Республіки Марій Ел Російської Федерації.
Адміністративний центр та єдиний населений пункт — місто Волзьк.

## Населення
Населення району становить 53581 особа (2019, 55659 у 2010, 58967 у 2002).